# Mojiang
Mojiang, tidigare stavat Mokiang, är ett autonomt härad för hani som lyder under Pu'ers stad på prefekturnivå i Yunnan-provinsen i sydvästra Kina.